# Селищенська сільська рада (Корсунь-Шевченківський район)
Се́лищенська сільська́ ра́да — адміністративно-територіальна одиниця та орган місцевого самоврядування в Корсунь-Шевченківському районі Черкаської області. Адміністративний центр — село Селище.

## Загальні відомості
- Населення ради: 2 138 осіб (станом на 2001 рік)

## Населені пункти
Сільській раді підпорядковані населені пункти:
- с. Селище
- с. Гута-Селицька
- с. Тараща

## Склад ради
Рада складається з 16 депутатів та голови.
- Голова ради: Рябошапка Галина Іванівна
- Секретар ради: Семиволос Олена Леонідівна

### Керівний склад попередніх скликань
| Прізвище, ім'я, по батькові | Основні відомості                                                                       | Дата обрання | Дата звільнення |
| --------------------------- | --------------------------------------------------------------------------------------- | ------------ | --------------- |
| Василенко Леонід Іванович   | Сільський голова, року народження                                                       | 26.03.2006   | 31.10.2010      |
| Рябошапка Галина Іванівна   | Сільський голова, 1958 року народження, освіта середня спеціальна, член Партії регіонів | 31.10.2010   |                 |

Примітка: таблиця складена за даними сайту Верховної Ради України

### Депутати
За результатами місцевих виборів 2010 року депутатами ради стали:

#### За суб'єктами висування
| Суб'єкт висування            | Кількість обраних депутатів | %    |
| ---------------------------- | --------------------------- | ---- |
| Самовисування                | 7                           | 43,8 |
| Партія регіонів              | 5                           | 31,3 |
| Соціалістична партія України | 3                           | 18,8 |
| Комуністична партія України  | 1                           | 6,3  |

#### За округами
| № округу                     | Прізвище, ім'я, по батькові    | Дата визнання обраним | Освіта  | Партійна приналежність             | Відомості про обраного депутата       |
| ---------------------------- | ------------------------------ | --------------------- | ------- | ---------------------------------- | ------------------------------------- |
| Комуністична партія України  |                                |                       |         |                                    |                                       |
| 6                            | Біланенко Микола Володимирович | 03.11.2010            | вища    | позапартійний                      | ПП                                    |
| Партія регіонів              |                                |                       |         |                                    |                                       |
| 1                            | Куришко Анатолій Миколайович   | 03.11.2010            | вища    | член Партії регіонів               | ПП                                    |
| 4                            | Сидоренко Лариса Вікторівна    | 03.11.2010            | вища    | член Партії регіонів               | Селищенська с/рада, землев порядник   |
| 7                            | Бойко Петро Миколайович        | 03.11.2010            | середня | член Партії регіонів               | ПП                                    |
| 10                           | Семиволос Олена Леонідівна     | 03.11.2010            | вища    | член Партії регіонів               | Селищенська с/рада, секретар          |
| 12                           | Патлай Анатолій Іванович       | 03.11.2010            | вища    | член Партії регіонів               | СТОВ а.ф."Злагода", керуюч відділ ком |
| Соціалістична партія України |                                |                       |         |                                    |                                       |
| 8                            | Назаренко Валентина Миколаївна | 03.11.2010            | вища    | член Соціалістичної партії України | ПП                                    |
| 13                           | Патлай Валентина Іванівна      | 03.11.2010            | вища    | член Соціалістичної партії України | тимчасово не працює                   |
| 16                           | Назаренко Валентина Миколаївна | 03.11.2010            | вища    | член Соціалістичної партії України | приватне підприємство                 |
| Самовисування                |                                |                       |         |                                    |                                       |
| 2                            | Авдотьєва Оксана Володимирівна | 03.11.2010            | вища    | позапартійна                       | Корсунь ХПП, гол.бух галтер           |
| 3                            | Вальков Євген Сергійович       | 03.11.2010            | вища    | позапартійний                      | ТОВ «Панда», інженер-програміст       |
| 5                            | Василенко Леонід Іванович      | 03.11.2010            | вища    | позапартійний                      | пенсіонер                             |
| 9                            | Вальков Сергій Євгенович       | 03.11.2010            | вища    | позапартійний                      | Селищенська діл.лікарня, гол.лікар    |
| 11                           | Семиволос Іван Володимирович   | 03.11.2010            | вища    | позапартійний                      | ТОВ «Панда», апарат. дифузії          |
| 14                           | Зайвенко Сергій Васильович     | 03.11.2010            | вища    | позапартійний                      | Корсунь УГГГ, контролер               |
| 15                           | Рябенко Микола Олександрович   | 03.11.2010            | вища    | позапартійний                      | СТОВ а.ф."Злагода", інженер           |